# Distretto di Poprad
Il distretto di Poprad (okres Poprad) è un distretto della regione di Prešov, nella Slovacchia orientale.
Fino al 1918, il distretto faceva parte quasi interamente della contea ungherese di Spiš, eccetto due piccole zone a ovest, intorno a Vysoké Tatry, Štrba e Liptovská Teplička (contea di Liptov) e intorno a Vernár (contea di Gemer a Malohont).

## Geografia antropica
Il distretto è composto da 3 città e 26 comuni:

### Città
- Poprad
- Svit
- Vysoké Tatry

### Comuni
- Batizovce
- Gánovce
- Gerlachov
- Hozelec
- Hôrka
- Hranovnica
- Jánovce
- Kravany
- Liptovská Teplička
- Lučivná
- Mengusovce
- Mlynica
- Nová Lesná

- Spišská Teplica
- Spišské Bystré
- Spišský Štiavnik
- Štôla
- Štrba
- Šuňava
- Švábovce
- Tatranská Javorina
- Veľký Slavkov
- Vernár
- Vikartovce
- Vydrník
- Ždiar